# Владничеле (Њамц)
Владничеле (рум. Vlădnicele) насеље је у Румунији у округу Њамц у општини Станица. Oпштина се налази на надморској висини од 306 m.

## Становништво
Према подацима из 2002. године у насељу је живело 89 становника, од којих су сви румунске националности.